# 瑞濱端
瑞濱端為臺灣台62線的交流道，也是台62線之終點，指標為19K，在2004年11月10日通車。銜接台2線，通往新北市貢寮區以及基隆市中正區，並可前往東北角風景區、黃金博物館。
|  | 19 瑞濱端 |  | 基隆 貢寮 |

## 外部連結
- 台62線瑞濱端示意圖 （页面存档备份，存于）（交通部公路總局）